# Linum rigidum
Linum rigidum är en linväxtart som beskrevs av Frederick Traugott Pursh. Linum rigidum ingår i släktet linsläktet, och familjen linväxter. Utöver nominatformen finns också underarten L. r. simulans.

## Bildgalleri

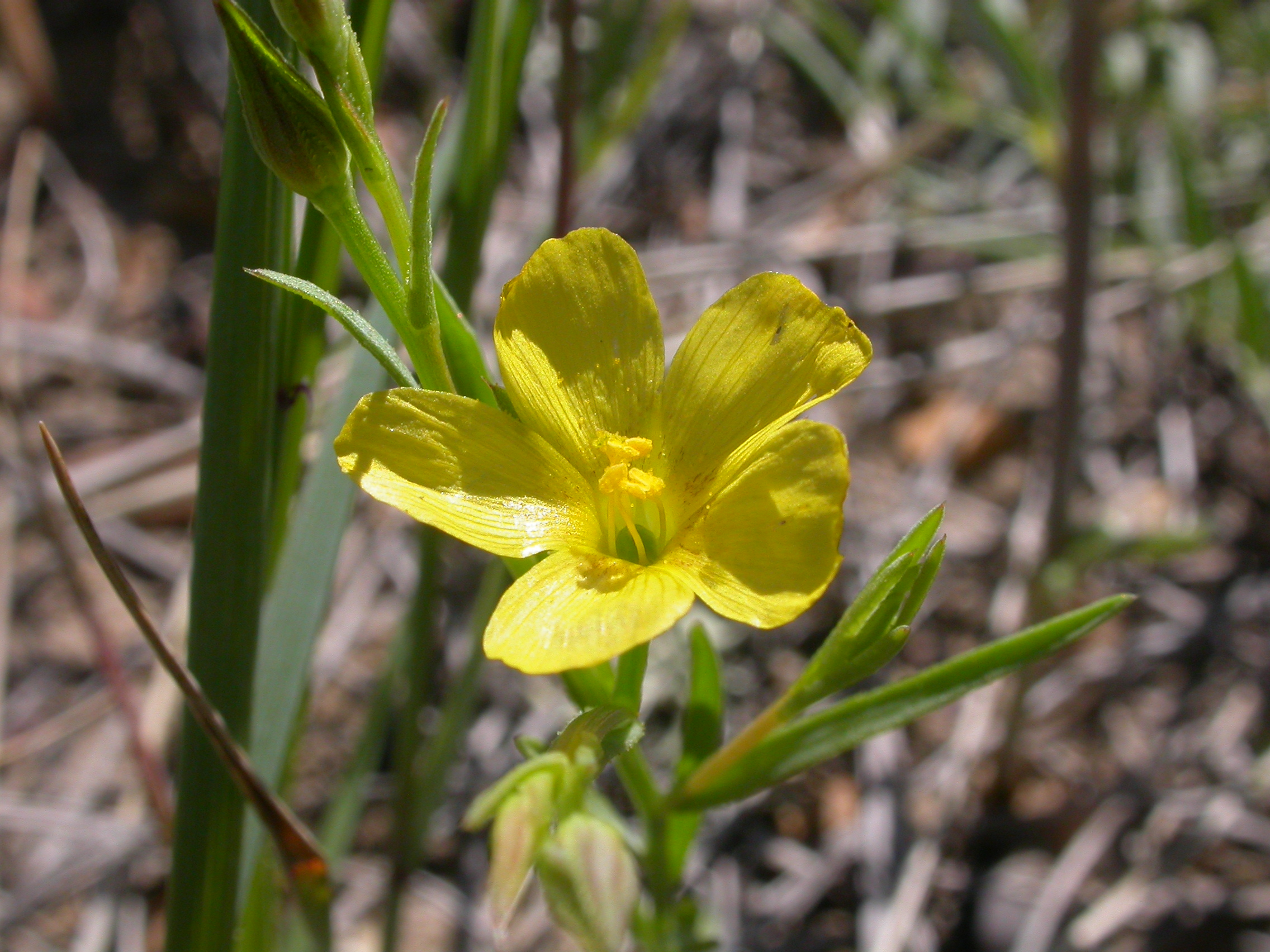
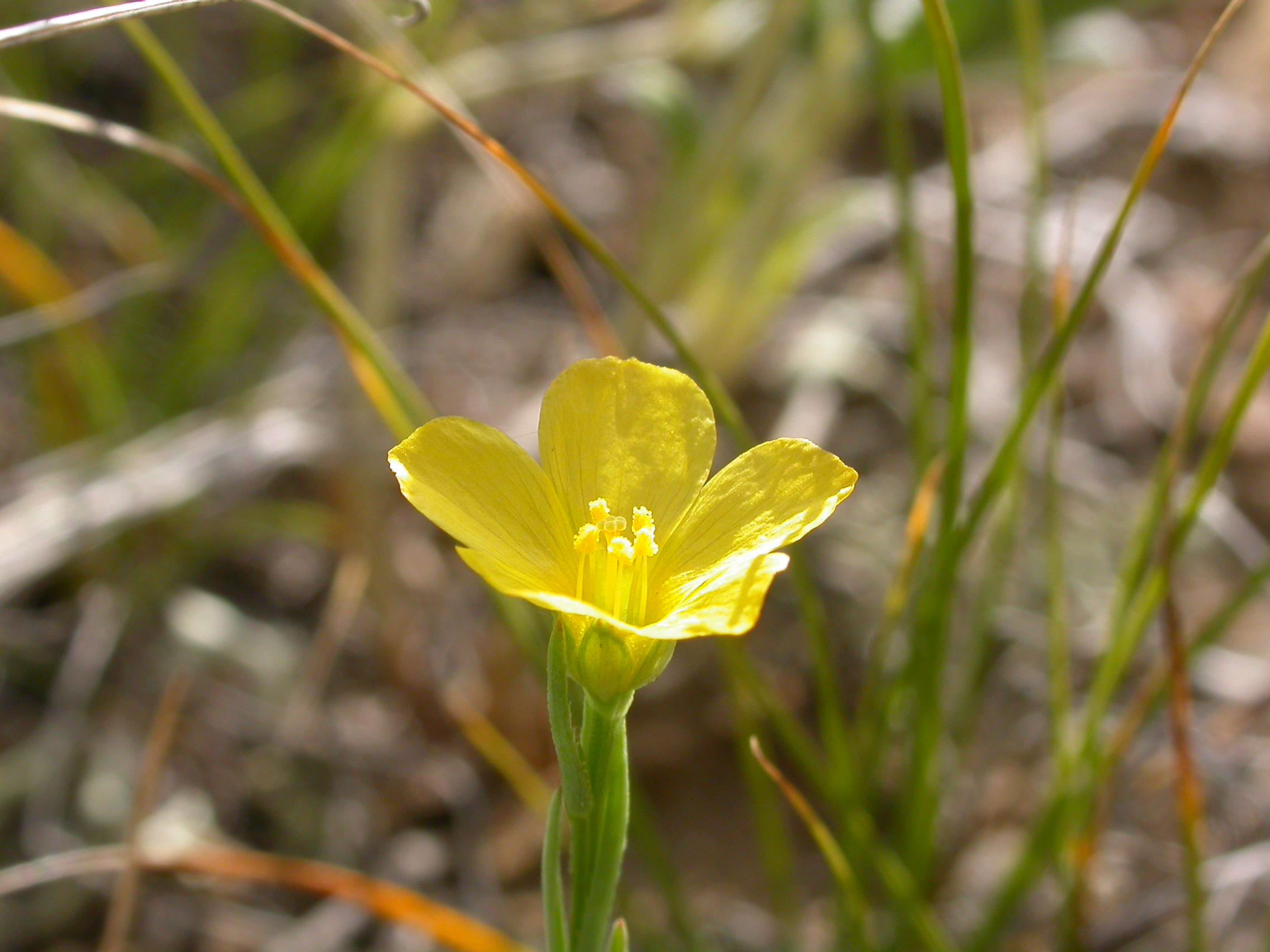
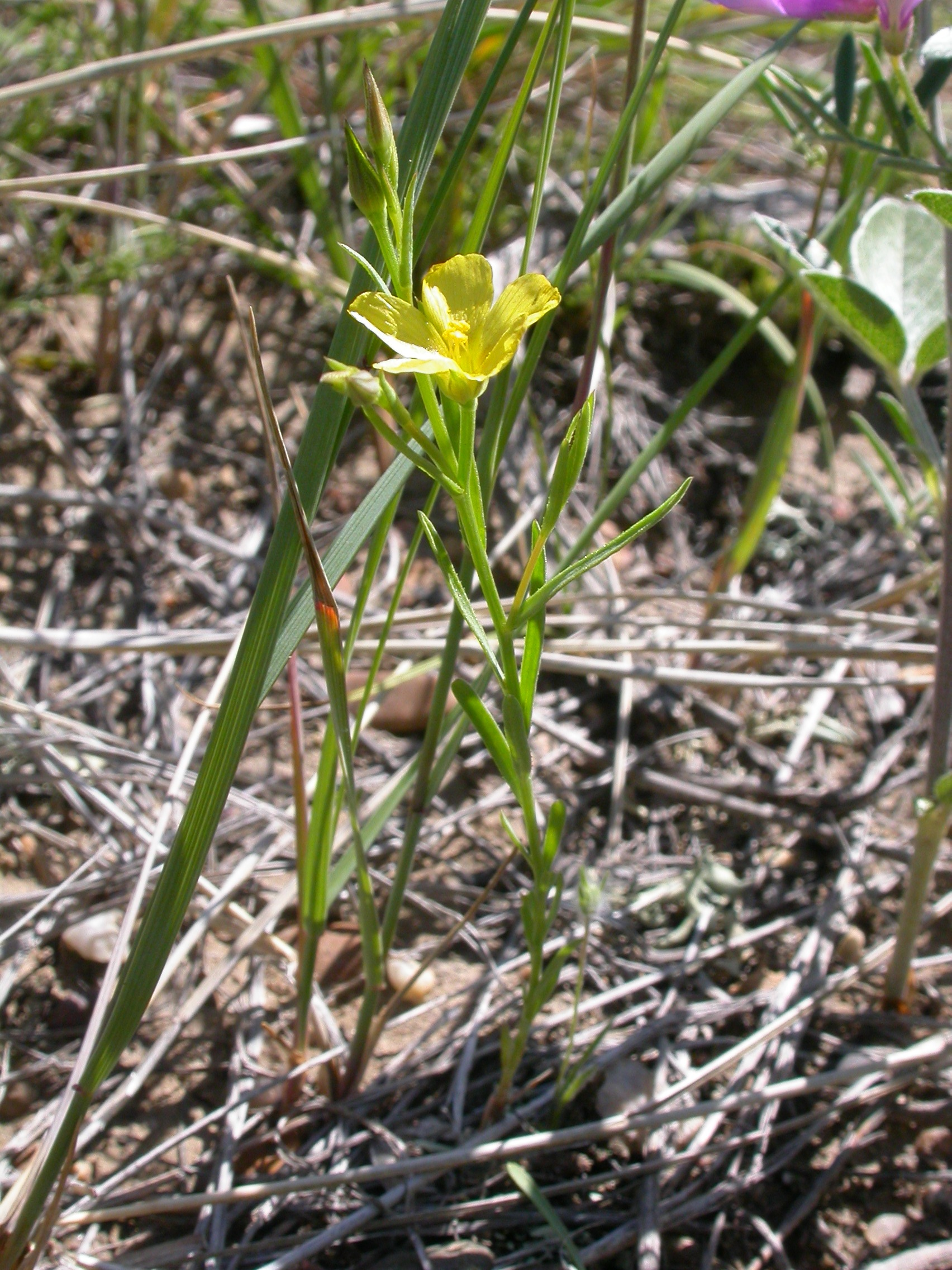
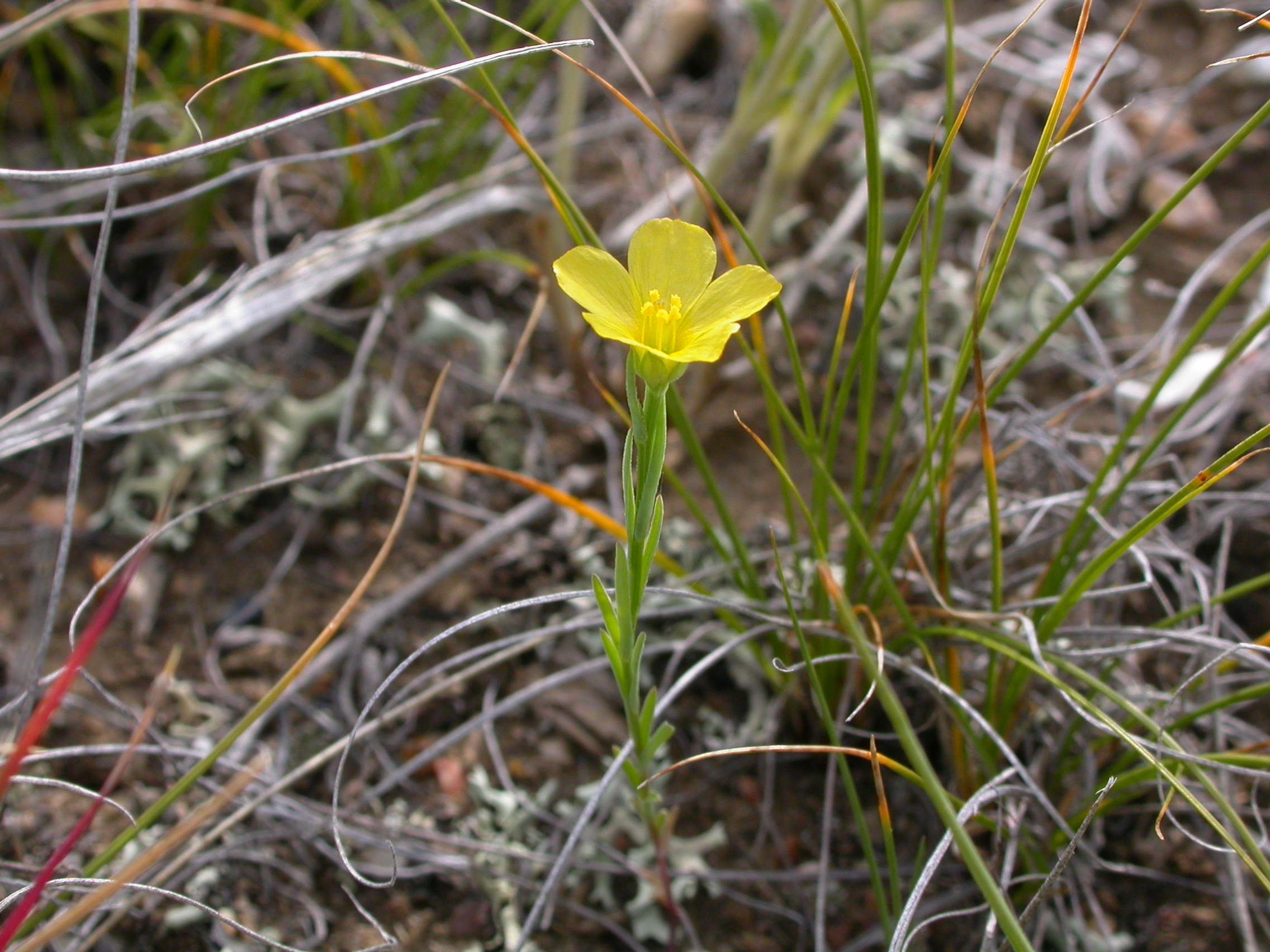
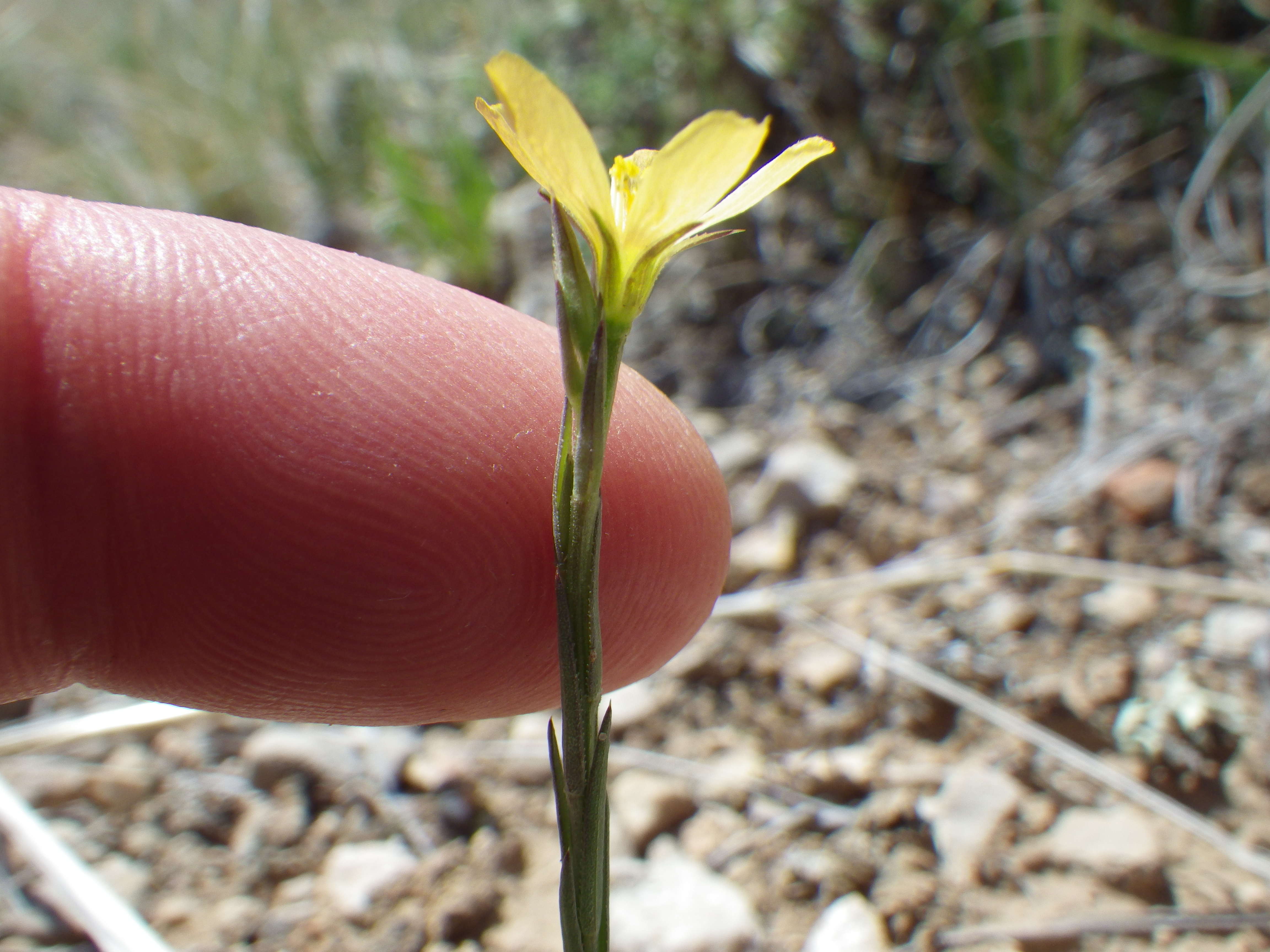
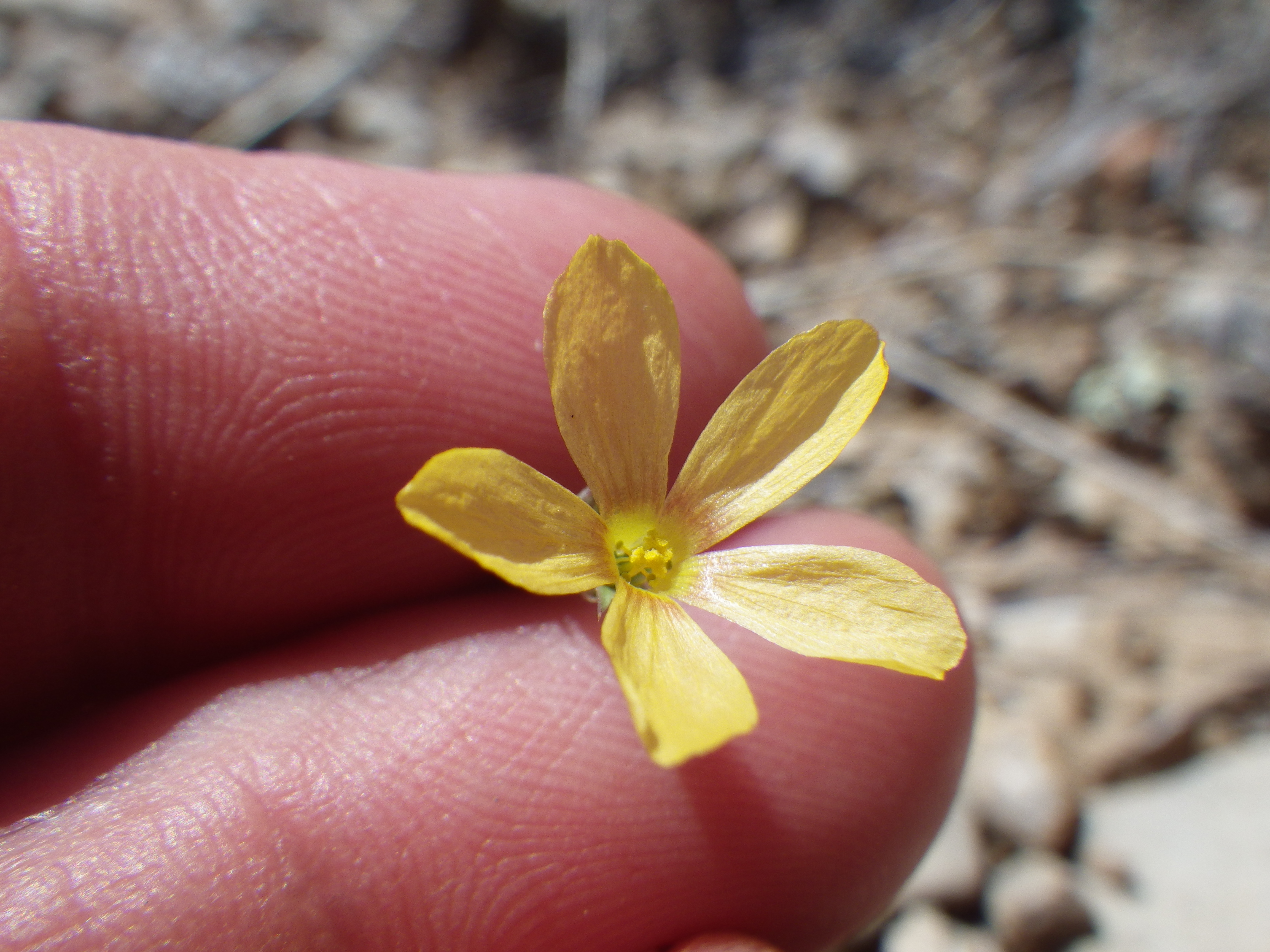